# Denise Lor
Denise Lor (Los Ángeles, 3 de mayo de 1929 – 27 de septiembre de 2015) nombre de nacimiento Denise Jeanne Briault, fue una cantautora, comediante y actriz estadounidense.
Contrajo matrimonio con Jay Martin. Fue madre de dos hijos, Ron y Denis Martin. Trabajó en más de cien producciones.
Falleció el 27 de septiembre de 2015 a los 86 años.